# Gran Premio motociclistico di San Marino e della Riviera di Rimini 2015
Il Gran Premio motociclistico di San Marino e della Riviera di Rimini 2015 è stato la tredicesima prova del motomondiale del 2015; si è disputato il 13 settembre sul Misano World Circuit Marco Simoncelli.
Nelle tre classi i vincitori sono stati: Marc Márquez in MotoGP, Johann Zarco in Moto2 e Enea Bastianini in Moto3.

## MotoGP
In una gara molto condizionata dalle condizioni meteorologiche, iniziata con l'asciutto e con la pioggia che ha obbligato i piloti ad effettuare un primo cambio di motocicletta. Quando la pista via via si stava asciugando buona parte dei piloti ha scelto di effettuare un ulteriore cambio di moto. Al termine si è imposto lo spagnolo Marc Márquez, al primo successo nel mondiale su questo circuito, che ha preceduto due piloti britannici, Bradley Smith e Scott Redding, con quest'ultimo che ha ottenuto il suo primo podio in carriera nella classe regina. I due piloti britannici, tra l'altro, sono stati tra i pochi che non hanno effettuato il secondo cambio moto, terminando la gara con gli pneumatici da bagnato.
Nella classifica iridata Valentino Rossi, pur arrivando solo al quinto posto (principalmente a causa del tardivo cambio di moto), ha aumentato il suo vantaggio sul compagno di squadra Jorge Lorenzo che è stato costretto al ritiro a causa di una scivolata.

### Arrivati al traguardo
| Pos. | Nº | Pilota           | Squadra                     | Motocicletta       | Giri | Tempo     | Griglia | Punti |
| ---- | -- | ---------------- | --------------------------- | ------------------ | ---- | --------- | ------- | ----- |
| 1º   | 93 | Marc Márquez     | Repsol Honda                | Honda RC213V       | 28   | 48'23.819 | 2º      | 25    |
| 2º   | 38 | Bradley Smith    | Monster Yamaha Tech 3       | Yamaha YZR-M1      | 28   | +7.288    | 6º      | 20    |
| 3º   | 45 | Scott Redding    | EG 0,0 Marc VDS             | Honda RC213V       | 28   | +18.793   | 13º     | 16    |
| 4º   | 76 | Loris Baz        | Forward Racing              | Yamaha Forward     | 28   | +26.427   | 16º     | 13    |
| 5º   | 46 | Valentino Rossi  | Movistar Yamaha             | Yamaha YZR-M1      | 28   | +33.196   | 3º      | 11    |
| 6º   | 9  | Danilo Petrucci  | Octo Pramac Racing          | Ducati Desmosedici | 28   | +35.087   | 9º      | 10    |
| 7º   | 29 | Andrea Iannone   | Ducati Team                 | Ducati Desmosedici | 28   | +36.527   | 7º      | 9     |
| 8º   | 4  | Andrea Dovizioso | Ducati Team                 | Ducati Desmosedici | 28   | +37.434   | 8º      | 8     |
| 9º   | 26 | Daniel Pedrosa   | Repsol Honda                | Honda RC213V       | 28   | +39.516   | 4º      | 7     |
| 10º  | 41 | Aleix Espargaró  | Suzuki Ecstar               | Suzuki GSX-RR      | 28   | +39.692   | 10º     | 6     |
| 11º  | 35 | Cal Crutchlow    | LCR Honda                   | Honda RC213V       | 28   | +41.995   | 11º     | 5     |
| 12º  | 43 | Jack Miller      | LCR Honda                   | Honda RC213V-RS    | 28   | +46.075   | 17º     | 4     |
| 13º  | 63 | Mike Di Meglio   | Avintia Racing              | Ducati Desmosedici | 28   | +48.381   | 22º     | 3     |
| 14º  | 25 | Maverick Viñales | Suzuki Ecstar               | Suzuki GSX-RR      | 28   | +52.325   | 14º     | 2     |
| 15º  | 19 | Álvaro Bautista  | Aprilia Racing Team Gresini | Aprilia RS-GP      | 28   | +53.348   | 20º     | 1     |
| 16º  | 6  | Stefan Bradl     | Aprilia Racing Team Gresini | Aprilia RS-GP      | 28   | +58.828   | 19º     |       |
| 17º  | 69 | Nicky Hayden     | Aspar Team                  | Honda RC213V-RS    | 28   | +1'02.649 | 23º     |       |
| 18º  | 8  | Héctor Barberá   | Avintia Racing              | Ducati Desmosedici | 28   | +1'04.768 | 18º     |       |
| 19º  | 50 | Eugene Laverty   | Aspar Team                  | Honda RC213V-RS    | 28   | +1'05.677 | 21º     |       |
| 20º  | 71 | Claudio Corti    | Forward Racing              | Yamaha Forward     | 27   | +1 giro   | 24º     |       |
| 21º  | 17 | Karel Abraham    | AB Motoracing               | Honda RC213V-RS    | 27   | +1 giro   | 25º     |       |

### Ritirati
| Nº | Pilota          | Squadra               | Motocicletta       | Giri | Griglia |
| -- | --------------- | --------------------- | ------------------ | ---- | ------- |
| 44 | Pol Espargaró   | Monster Yamaha Tech 3 | Yamaha YZR-M1      | 26   | 12º     |
| 99 | Jorge Lorenzo   | Movistar Yamaha       | Yamaha YZR-M1      | 20   | 1º      |
| 68 | Yonny Hernández | Octo Pramac Racing    | Ducati Desmosedici | 9    | 15º     |
| 15 | Alex De Angelis | E-Motion IodaRacing   | ART                | 9    | 26º     |
| 51 | Michele Pirro   | Ducati Team           | Ducati Desmosedici | 9    | 5º      |

## Moto2
Nella classe intermedia si è registrata la sesta vittoria stagionale e terza consecutiva del pilota francese Johann Zarco che ha preceduto al traguardo lo spagnolo Esteve Rabat e il giapponese Takaaki Nakagami.
Un altro dei concorrenti per il titolo iridato, Álex Rins, è stato fermato con la bandiera nera per aver danneggiato i piloti di testa una volta che era ripartito molto staccato dopo una collisione con lo svizzero Dominique Aegerter

### Arrivati al traguardo
| Pos. | Nº | Pilota              | Squadra                        | Motocicletta       | Giri | Tempo     | Griglia | Punti |
| ---- | -- | ------------------- | ------------------------------ | ------------------ | ---- | --------- | ------- | ----- |
| 1º   | 5  | Johann Zarco        | Ajo Motorsport                 | Kalex Moto2        | 26   | 42'38.099 | 1º      | 25    |
| 2º   | 1  | Esteve Rabat        | EG 0,0 Marc VDS                | Kalex Moto2        | 26   | +3.850    | 3º      | 20    |
| 3º   | 30 | Takaaki Nakagami    | Idemitsu Honda Team Asia       | Kalex Moto2        | 26   | +5.388    | 8º      | 16    |
| 4º   | 3  | Simone Corsi        | Forward Racing                 | Kalex Moto2        | 26   | +7.058    | 4º      | 13    |
| 5º   | 60 | Julián Simón        | QMMF Racing                    | Speed Up SF15      | 26   | +9.225    | 10º     | 11    |
| 6º   | 94 | Jonas Folger        | AGR Team                       | Kalex Moto2        | 26   | +10.466   | 9º      | 10    |
| 7º   | 7  | Lorenzo Baldassarri | Forward Racing                 | Kalex Moto2        | 26   | +13.784   | 15º     | 9     |
| 8º   | 11 | Sandro Cortese      | Dynavolt Intact GP             | Kalex Moto2        | 26   | +16.334   | 11º     | 8     |
| 9º   | 39 | Luis Salom          | Paginas Amarillas HP 40        | Kalex Moto2        | 26   | +17.896   | 12º     | 7     |
| 10º  | 12 | Thomas Lüthi        | Derendinger Racing Interwetten | Kalex Moto2        | 26   | +18.353   | 13º     | 6     |
| 11º  | 49 | Axel Pons           | AGR Team                       | Kalex Moto2        | 26   | +24.029   | 14º     | 5     |
| 12º  | 19 | Xavier Siméon       | Federal Oil Gresini            | Kalex Moto2        | 26   | +27.609   | 20º     | 4     |
| 13º  | 25 | Azlan Shah          | Idemitsu Honda Team Asia       | Kalex Moto2        | 26   | +29.037   | 22º     | 3     |
| 14º  | 4  | Randy Krummenacher  | JIR Racing                     | Kalex Moto2        | 26   | +32.140   | 16º     | 2     |
| 15º  | 95 | Anthony West        | QMMF Racing                    | Speed Up SF15      | 26   | +33.312   | 21º     | 1     |
| 16º  | 54 | Mattia Pasini       | Gresini Racing                 | Kalex Moto2        | 26   | +36.315   | 24º     |       |
| 17º  | 23 | Marcel Schrötter    | Tech 3                         | Tech 3 Mistral 610 | 26   | +37.245   | 19º     |       |
| 18º  | 55 | Hafizh Syahrin      | Petronas Raceline Malaysia     | Kalex Moto2        | 26   | +43.947   | 6º      |       |
| 19º  | 96 | Louis Rossi         | Tasca Racing                   | Tech 3 Mistral 610 | 26   | +43.986   | 30º     |       |
| 20º  | 10 | Thitipong Warokorn  | APH PTT The Pizza SAG          | Kalex Moto2        | 26   | +52.354   | 31º     |       |
| 21º  | 9  | Luca Marini         | Pons Racing Junior             | Kalex Moto2        | 26   | +1'01.171 | 26º     |       |
| 22º  | 66 | Florian Alt         | E-Motion IodaRacing            | Suter MMX2         | 26   | +1'05.168 | 29º     |       |
| 23º  | 97 | Xavi Vierge         | Tech 3                         | Tech 3 Mistral 610 | 25   | +1 giro   | 28º     |       |
| 24º  | 77 | Dominique Aegerter  | Technomag Racing Interwetten   | Kalex Moto2        | 23   | +3 giri   | 5º      |       |

### Squalificato
| Nº | Pilota    | Squadra                 | Motocicletta | Giri | Griglia |
| -- | --------- | ----------------------- | ------------ | ---- | ------- |
| 40 | Álex Rins | Paginas Amarillas HP 40 | Kalex Moto2  | 22   | 2º      |

### Ritirati
| Nº | Pilota              | Squadra                      | Motocicletta  | Giri | Griglia |
| -- | ------------------- | ---------------------------- | ------------- | ---- | ------- |
| 64 | Federico Caricasulo | Italtrans Racing             | Kalex Moto2   | 18   | 27º     |
| 22 | Sam Lowes           | Speed Up Racing              | Speed Up SF15 | 17   | 7º      |
| 2  | Jesko Raffin        | sports-millions-EMWE-SAG     | Kalex Moto2   | 15   | 32º     |
| 73 | Álex Márquez        | EG 0,0 Marc VDS              | Kalex Moto2   | 6    | 17º     |
| 70 | Robin Mulhauser     | Technomag Racing Interwetten | Kalex Moto2   | 5    | 25º     |
| 36 | Mika Kallio         | Italtrans Racing             | Kalex Moto2   | 2    | 23º     |
| 88 | Ricard Cardús       | JPMoto Malaysia              | Suter MMX2    | 2    | 18º     |

## Moto3
Nella classe di minor cilindrata del mondiale si è imposto, dopo essere partito dalla pole position e ottenendo così la sua prima vittoria iridata in carriera, l'italiano Enea Bastianini che ha preceduto il portoghese Miguel Oliveira e l'altro italiano Niccolò Antonelli.

### Arrivati al traguardo
| Pos. | Nº | Pilota              | Squadra                    | Motocicletta        | Giri | Tempo     | Griglia | Punti |
| ---- | -- | ------------------- | -------------------------- | ------------------- | ---- | --------- | ------- | ----- |
| 1º   | 33 | Enea Bastianini     | Gresini Racing             | Honda NSF250R       | 23   | 39'43.673 | 1º      | 25    |
| 2º   | 44 | Miguel Oliveira     | Red Bull KTM Ajo           | KTM RC 250 GP       | 23   | +0.037    | 6º      | 20    |
| 3º   | 23 | Niccolò Antonelli   | Ongetta-Rivacold           | Honda NSF250R       | 23   | +0.345    | 4º      | 16    |
| 4º   | 5  | Romano Fenati       | SKY Racing Team VR46       | KTM RC 250 GP       | 23   | +0.584    | 5º      | 13    |
| 5º   | 41 | Brad Binder         | Red Bull KTM Ajo           | KTM RC 250 GP       | 23   | +0.637    | 2º      | 11    |
| 6º   | 52 | Danny Kent          | Leopard Racing             | Honda NSF250R       | 23   | +8.000    | 3º      | 10    |
| 7º   | 10 | Alexis Masbou       | SaxoPrint RTG              | Honda NSF250R       | 23   | +11.654   | 13º     | 9     |
| 8º   | 21 | Francesco Bagnaia   | Mapfre Team Mahindra       | Mahindra MGP3O      | 23   | +11.776   | 12º     | 8     |
| 9º   | 32 | Isaac Viñales       | RBA Racing                 | KTM RC 250 GP       | 23   | +11.839   | 11º     | 7     |
| 10º  | 65 | Philipp Öttl        | Schedl GP Racing           | KTM RC 250 GP       | 23   | +11.973   | 9º      | 6     |
| 11º  | 48 | Lorenzo Dalla Porta | Husqvarna Factory Laglisse | Husqvarna FR 250 GP | 23   | +12.187   | 8º      | 5     |
| 12º  | 11 | Livio Loi           | RW Racing GP               | Honda NSF250R       | 23   | +12.214   | 21º     | 4     |
| 13º  | 16 | Andrea Migno        | SKY Racing Team VR46       | KTM RC 250 GP       | 23   | +12.532   | 22º     | 3     |
| 14º  | 29 | Stefano Manzi       | San Carlo Team Italia      | Mahindra MGP3O      | 23   | +19.260   | 27º     | 2     |
| 15º  | 88 | Jorge Martín        | Mapfre Team Mahindra       | Mahindra MGP3O      | 23   | +24.296   | 15º     | 1     |
| 16º  | 76 | Hiroki Ono          | Leopard Racing             | Honda NSF250R       | 23   | +25.724   | 10º     |       |
| 17º  | 84 | Jakub Kornfeil      | Drive M7 SIC               | KTM RC 250 GP       | 23   | +25.818   | 20º     |       |
| 18º  | 40 | Darryn Binder       | Outox Reset Drink          | Mahindra MGP3O      | 23   | +26.148   | 17º     |       |
| 19º  | 17 | John McPhee         | SaxoPrint RTG              | Honda NSF250R       | 23   | +26.228   | 26º     |       |
| 20º  | 91 | Gabriel Rodrigo     | RBA Racing                 | KTM RC 250 GP       | 23   | +26.774   | 18º     |       |
| 21º  | 98 | Karel Hanika        | Red Bull KTM Ajo           | KTM RC 250 GP       | 23   | +29.251   | 24º     |       |
| 22º  | 19 | Alessandro Tonucci  | Outox Reset Drink          | Mahindra MGP3O      | 23   | +34.186   | 31º     |       |
| 23º  | 12 | Matteo Ferrari      | San Carlo Team Italia      | Mahindra MGP3O      | 23   | +35.384   | 29º     |       |
| 24ª  | 6  | María Herrera       | Husqvarna Factory Laglisse | Husqvarna FR 250 GP | 23   | +41.319   | 25ª     |       |
| 25ª  | 22 | Ana Carrasco        | RBA Racing                 | KTM RC 250 GP       | 23   | +56.219   | 32ª     |       |
| 26º  | 90 | Adrián Gyutai       | Turvital di Vitali Ordeo   | TVR                 | 22   | +1 giro   | 33º     |       |

### Ritirati
| Nº | Pilota              | Squadra              | Motocicletta   | Giri | Griglia |
| -- | ------------------- | -------------------- | -------------- | ---- | ------- |
| 58 | Juanfran Guevara    | Mapfre Team Mahindra | Mahindra MGP3O | 22   | 16º     |
| 63 | Zulfahmi Khairuddin | Drive M7 SIC         | KTM RC 250 GP  | 22   | 23º     |
| 24 | Tatsuki Suzuki      | CIP                  | Mahindra MGP3O | 15   | 19º     |
| 7  | Efrén Vázquez       | Leopard Racing       | Honda NSF250R  | 14   | 7º      |
| 2  | Remy Gardner        | CIP                  | Mahindra MGP3O | 6    | 28º     |
| 95 | Jules Danilo        | Ongetta-Rivacold     | Honda NSF250R  | 3    | 14º     |

### Non partiti
| Nº | Pilota           | Squadra              | Motocicletta  | Griglia |
| -- | ---------------- | -------------------- | ------------- | ------- |
| 55 | Andrea Locatelli | Gresini Racing       | Honda NSF250R | 30º     |
| 9  | Jorge Navarro    | Estrella Galicia 0,0 | Honda NSF250R |         |
| 20 | Fabio Quartararo | Estrella Galicia 0,0 | Honda NSF250R |         |